# الان ترائوره
الان ترائوره (فرانسوی: Alain Traoré‎؛ زادهٔ ۳۱ دسامبر ۱۹۸۸) بازیکن فوتبال اهل فرانسه است.
از باشگاه‌هایی که در آن بازی کرده‌است می‌توان به اوسر، استاد برستوا ۲۹، لوریان، موناکو، قیصریه‌اسپور، و برکان اشاره کرد.
وی همچنین در تیم ملی فوتبال بورکینافاسو بازی کرده‌است.